# Бейдауд (комуна)
Бейдауд (рум. Beidaud) — комуна у повіті Тулча в Румунії. До складу комуни входять такі села (дані про населення за 2002 рік):
- Бейдауд (618 осіб) — адміністративний центр комуни
- Нятирнаря (578 осіб)
- Сарігіол-де-Дял (625 осіб)

Комуна розташована на відстані 199 км на схід від Бухареста, 54 км на південь від Тулчі, 60 км на північ від Констанци, 90 км на південний схід від Галаца.

## Населення
За даними перепису населення 2002 року у комуні проживала 1821 особа.
Національний склад населення комуни:
| Національність            | Кількість осіб | Відсоток |
| ------------------------- | -------------- | -------- |
| румуни                    | 1747           | 95,9%    |
| цигани                    | 72             | 4,0%     |
| турки                     | 1              | 0,1%     |
| не вказали національність | 1              | 0,1%     |

Рідною мовою назвали:
| Мова      | Кількість осіб | Відсоток |
| --------- | -------------- | -------- |
| румунська | 1818           | 99,8%    |
| циганська | 1              | 0,1%     |
| турецька  | 1              | 0,1%     |

Склад населення комуни за віросповіданням:
| Релігія       | Кількість осіб | Відсоток |
| ------------- | -------------- | -------- |
| православні   | 1803           | 99,0%    |
| римо-католики | 11             | 0,6%     |
| адвентисти    | 5              | 0,3%     |
| мусульмани    | 2              | 0,1%     |